# 알프레드 스틸
알프레드 스틸 (영어:Alfred Still 1869년 1월 28일 ~ 1963년 5월 3일)은 전기 공학 강사다. 

## 생애
스틸은 영국 글로스터셔(Gloucestershire)에서 태어나 프랑스 노르망디 디에프(Dieppe)에서 초등 교육을 받고 16세에 영국 런던의 핀스버리기술대학(Finsbury Technical College)에 입학하여 실바누스 P. 톰슨(Silvanus P. Thompson)박사의 지도를 받았다. 졸업 후 그는 영국 최초의 수력 발전 개발에 참여했으며 후에 영국 맨체스터(Manchester)에서 전기 기계 설계 및 제조 업자가 되었다.
1911년 초에 그는 캐나다 온타리오주(Sault Ste. Marie, Ontario)에 중앙 사무실이 있는 Lake Superior Power Company의 수력 발전 개발 작업을 담당하기 위해 캐나다로 이주했다.
그는 1913년에 "Overhead Electric Power Transmission: Principles and Calculations" 출간했다.